# Sinfonia n.º 2 (Tchaikovski)

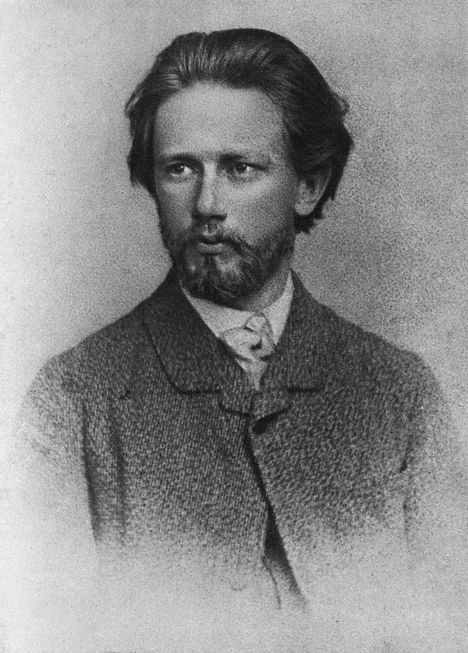
O compositor russo Pyotr Ilyich Tchaikovsky (1840–1893) quando jovem – Quadro de 1863-1864.

A Sinfonia Nº 2 – Pequena Rússia em Dó menor, op. 17, foi escrita pelo compositor Piotr Ilitch Tchaikovski entre junho e novembro de 1872 e revista entre dezembro de  1879 e janeiro de 1880.
A versão original teve sua estréia em Moscou, Rússia, dia 7 de fevereiro de 1873, regida por Nikolai Rubinstein. A versão revista foi apresentada pela primeira vez em São Petersburgo, dia 12 de fevereiro de 1881, conduzida por Karl Zike. A segunda sinfonia foi dedicada à Seção de Moscou da Sociedade Musical Imperial Russa.
Tchaikovski também fez um arranjo para dueto de pianos (4 mãos) entre maio e setembro de 1873 e revisou entre dezembro de 1879 e janeiro de 1880.

## Movimentos
1. Andante sostenuto – Allegro vivo
2. Andantino marziale, quasi moderato
3. Scherzo — Allegro molto vivace
4. Finale — Moderato assai – Allegro vivo

## Instrumentação

### Madeiras
- 1 piccolo
- 2 flautas
- 2 oboés
- 2 clarinetes (em Si bemol e em Dó)
- 2 fagotes

### Metais
- 4 trompas (em Fá)
- 2 trompetes (em Dó)
- 3 trombones
- 1 tuba

### Percussão
- Tímpano
- Pratos
- Bumbo
- Tantã

### Cordas
- Violinos I
- Violinos II
- Violas
- Violoncelos
- Contrabaixos

## Duração
A Sinfonia Nº 2 dura aproximadamente 40 minutos (versão de 1872) e 35 minutos (versão de 1879-80).